# Ghost: Rite Here Rite Now
Rite Here Rite Now (bra/prt: Ghost: Rite Here Rite Now) é um filme-concerto de estreia da banda sueca de rock Ghost. Documenta os dois últimos shows da turnê Re-Imperatour, realizados no Kia Forum, em Los Angeles. Dirigido pelo frontman Tobias Forge em parceria com Alex Ross Perry, o filme mescla as apresentações musicais com a websérie da banda, que conta uma história fictícia criada por Forge.
O filme, distribuído pela Trafalgar Releasing, foi anunciado no dia 1 de maio de 2024, depois de um teaser publicado pela banda no dia 4 de abril. Sua exibição estava inicialmente prevista mundialmente para os dias 20 e 22 de junho, mas acabou ocorrendo de 20 a 23, tendo recebido datas adicionais posteriormente.
O longa foi um sucesso comercial e tornou-se o evento de cinema de hard rock de maior bilheteria de todos os tempos na América do Norte, arrecadando 5,04 milhões de dólares.

## Enredo
O filme acompanha Cardinal Copia, também conhecido como "Papa Emeritus IV", no seu sexto ano como frontman da banda durante um dos rituais no Kia Forum na Re-Impera Tour. Nesse universo fictício, ser um "Papa" é uma posição de liderança na banda, mas se os resultados não satisfazem o Ministério, o frontman é sacrificado e substituído.
Durante o filme, Copia mostra-se com medo de que seus dias estejam contados. Apesar de seus ótimos resultados em espalhar a mensagem da banda, ele passa grande parte do longa-metragem preocupado com sua possível substituição. Ele frequentemente questiona sua mãe e chefe do Ministério, Sister Imperator, sobre seu desempenho. Mesmo recebendo confirmações de que está indo bem, Copia não consegue afastar a insegurança de se tornar mais uma vítima do Ministério.
Além disso, Copia enfrenta problemas familiares. Ele descobre segredos sobre sua mãe e tem constantes confrontos com seu pai, Papa Nihil, que nunca aceitou Copia como Papa e sempre foi ausente. Essas tensões familiares adicionam uma camada extra de complexidade à sua já difícil posição.
No final do longa, Copia testemunha a morte de sua mãe, Sister Imperator. Enquanto lamenta na pista do Kia Forum, Mr. Psaltarian, outro personagem da saga, entrega-lhe uma carta de Imperator, escrita antes de sua morte. Na carta, ela revela que estava doente e não queria contar para não distraí-lo de suas responsabilidades. Ela também declara que deixou o trono para ele, transformando-o em Frater Imperator, e não mais Papa Emeritus IV.
Essa revelação final muda o destino de Copia, que agora deve lidar com sua nova posição, chefiando o Ministério, e carregando o legado de seus pais.

## Elenco e equipe
O elenco do filme é majoritariamente formado por membros da banda, mas também tem atores que interpretam os personagens já existentes no universo fictício da banda. Lista adaptada dos créditos do filme.
| - Tobias Forge como Papa Emeritus IV - Alan Ursillo como Papa Nihil - Liz Fenning como Jovem Sister - Maralyn Facey como Sister Imperator - Justin Andrews como Jovem Papa Nihil - Elester Latham como Mr. Psaltarian - Michael Beaudry como Agente Funerário - Britta Peterson como Enfermeira - Larissa Gampaoli Portin como Paramédica 1 - Christopher Edrington como Paramédico 2 - Gia e Nick Varo como Gêmeos - Harold Mintz como Zelador | - Hayden Scott – bateria, diretor musical - Per Eriksson – guitarra - Cosmo Sniderman – baixo - Justin Taylor – guitarra, percussão, vocais de apoio - Laura Scarborough – teclados - Mad Gallica – piano, vocais de apoio - Olivia Morreale – vocais de apoio - Randy Moore – guitarra - Sharlotte Gibson – vocais de apoio - Alin Melyk-Adamyan – piano - Sophia "Suuvi" Bacelar – violoncelo - Tina Guo – violoncelo, arranjo |

## Antecedentes
Nos dias 11 e 12 de setembro de 2023, a banda realizou dois shows esgotados na arena Kia Forum nos quais a entrada de celulares era proibida. Posteriormente, durante uma entrevista realizada em outubro, o frontman Tobias Forge revelou que as apresentações tinham sido gravadas e fariam parte de um filme futuro.
O primeiro teaser foi publicado no dia 4 de abril de 2024, sem revelar o título do projeto. No dia 1 de maio, o título do filme foi anunciado junto com seu cartaz, no mesmo anúncio foram reveladas as datas previstas de estreia, dia 20 e 22 de junho, e que o filme seria acompanhado por uma trilha sonora lançada pela gravadora Loma Vista. O trailer do filme foi publicado no dia 9 de abril e foi acompanhado pelo lançamento da versão ao vivo de "Absolution", originalmente do álbum Meliora, gravada no Kia Forum para o longa. Em 13 de junho de 2024, foi lançado um curto preview do início do longa, apresentando uma performance de "Kaisarion", do álbum Impera. O clipe também mostrou uma breve esquete que faz parte da premissa do filme.
O filme teve uma pré-estreia em Londres, Inglaterra no dia 19, e foi lançado no dia seguinte mundialmente. No dia posterior ao lançamento do filme, a banda publicaria o single "The Future Is A Foreign Land", presente pela primeira vez nos créditos do longa.

## Produção
Os concertos de 2023 em Los Angeles tiveram uma rigorosa política de proibição de celulares, já que o filme estava sendo gravado, sendo assim, as imagens desses shows apareceram na íntegra pela primeira vez no filme. O longa conta com uma história narrativa adicional que segue o roteiro da websérie que a banda criou ao longo de vários anos e a tradição teatral em concertos pela qual a banda se tornou amplamente conhecida.
Tobias Forge afirmou que quando a banda assinou com sua gravadora, Loma Vista, o CEO Tom Whalley perguntou qual era a história da banda. Tobias respondeu: "se ele queria uma história, eu poderia inventar uma. Este filme é o fruto dessa conversa."
O filme foi dirigido por Tobias Forge em parceria com Alex Ross Perry, que dirigiu o videoclipe de Ghost do cover da música "Jesus He Knows Me", originalmente da banda Genesis, assim como o mocumentário Metal Myths: Ghost Pt. 2.
Além de imagens de shows, Rite Here Rite Now tem uma trama que serve de continuação à narrativa fictícia da banda, contada desde 2018 através de capítulos publicados em seu canal no YouTube. Os atores que interpretam Papa Nihil e Sister Imperator - dois personagens associados à história da banda - aparecem no filme.

### Título
O título baseia-se na expressão right here, right now ("aqui e agora mesmo"), que se repete várias vezes na letra da canção "Square Hammer", e brinca com a homofonia das palavras rite ("rito") e right (neste caso, um intensificador de here and now).
Além disso, a mídia especializada sugeriu uma inspiração no álbum ao vivo do Van Halen, Van Halen Live: Right Here, Right Now (1993).

## Lançamento
Com o lançamentos inicialmente previstos para os dias 20 e 22 de junho, o filme acabou sendo exibido dos dias 20 ao 23, com uma exibição antecipada em Londres, no dia 19. No dia seguinte ao lançamento do filme, a banda lançou a faixa "The Future Is A Foreign Land", apresentada pela primeira vez nos créditos do longa. Com o sucesso comercial do filme, as exibições foram estendidas durante a semana posterior.
No dia 25 de julho de 2024, precedendo o lançamento da trilha sonora, a banda lançou os videoclipes para "Mary On A Cross", que foi exibido pela primeira vez no longa, e "The Future Is A Foreign Land", até então inédito. Os clipes animados, dirigidos por Sean Donnelly, têm o design dos personagens no estilo do estúdio Hanna-Barbera e influências dos anos 60.
A trilha sonora do filme foi lançada no dia 26 de julho de 2024. O filme foi lançado fisicamente em Ultra HD, Blu-ray e DVD em 13 de dezembro de 2024.

## Recepção
| Críticas profissionais | Críticas profissionais |
| Avaliações da crítica  | Avaliações da crítica  |
| Fonte                  | Avaliação              |
| ---------------------- | ---------------------- |
| The Guardian           | [ 42 ]                 |
| Metal Injection        | 10                     |
| NME                    | [ 44 ]                 |
| LouderSound            | [ 45 ]                 |
| Far Out                | [ 46 ]                 |

As avaliações do filme têm sido muito positivas. Críticos elogiaram a captação de imagens e áudio de altíssima qualidade e exaltaram as esquetes, que diferenciam este longa dos outros filmes-concerto. Merlin Alderslade, do Metal Hammer, elogiou a direção do filme, afirmando:
"Cria-se uma dinâmica visual que é ao mesmo tempo íntima e épica, exibindo o show espetacular do Ghost enquanto captura os pequenos motivos e flexões que os tornam uma força da natureza tão divertidamente cativante no palco."— Merlin Alderslade Metal Hammer (em inglês)
Por outro lado, Catherine Bray, do The Guardian, ofereceu uma visão crítica sobre as esquetes, argumentando que elas não agregam valor ao filme e servem apenas para agradar os fãs fiéis da banda. No entanto, Bray elogiou o longa como um filme-concerto, afirmando:
"Como filme-concerto, Rite Here Rite Now marca as caixas necessárias: muita filmagem de guitarras sendo tocadas com entusiasmo, tomadas amplas do palco em toda a sua glória pirotécnica, closes dos fãs elaboradamente maquiados gritando, cenas da audiência com as mãos erguidas, etc."— Catherine Bray The Guardian (em inglês)

## Desempenho comercial
A exibição do filme, embora limitada, foi um sucesso comercial, alcançando a nona posição mundial com uma bilheteria de 5,04 milhões de dólares. Na América do Norte, o filme arrecadou 2,65 milhões de dólares, tornando-se o filme de hard rock de maior bilheteria na região.
Além disso, o longa também teve um bom desempenho no Reino Unido e Irlanda, arrecadando 606 mil dólares e alcançando a 5ª posição nas bilheterias. Na Alemanha, o filme chegou ao 3º lugar com uma arrecadação de 323 mil dólares, e no México, alcançou a 5ª posição nas bilheterias com 326 mil dólares.

## Trilha sonora
A trilha sonora do filme, majoritariamente gravada nos shows em que o filme acontece, foi lançada em 26 de julho de 2024. No dia 9 de maio, a banda lançou como single a versão do filme da faixa "Absolution", originalmente do álbum Meliora. Sem anúncio prévio, a faixa inédita "The Future Is a Foreign Land" foi lançada em 21 de junho de 2024 e é a terceira música das "sessões de 1969", de onde vieram as duas músicas do EP Seven Inches of Satanic Panic. Todas as outras faixas foram gravadas nos dois shows em Los Angeles.

### Lista de faixas
| N.º            | Título                                                   | Compositor(es)                                                  | Duração |  |
| 1.             | "Imperium" (Live at the Forum / 2023)                    | A Ghoul Writer                                                  | 1:40    |  |
| 2.             | "Kaisarion" (Live at the Forum / 2023)                   | A Ghoul Writer · Joakim Berg                                    | 4:57    |  |
| 3.             | "Rats" (Live at the Forum / 2023)                        | A Ghoul Writer · Tom Dalgety                                    | 4:28    |  |
| 4.             | "Faith" (Live at the Forum / 2023)                       | A Ghoul Writer · Dalgety                                        | 5:09    |  |
| 5.             | "Spillways" (Live at the Forum / 2023)                   | A Ghoul Writer · Salem Al Fakir · Vincent Pontare · Klas Åhlund | 4:39    |  |
| 6.             | "Cirice" (Live at the Forum / 2023)                      | A Ghoul Writer · Åhlund                                         | 5:54    |  |
| 7.             | "Absolution" (Live at the Forum / 2023)                  | A Ghoul Writer · Åhlund · Indio Marcato                         | 5:08    |  |
| 8.             | "Call Me Little Sunshine" (Live at the Forum / 2023)     | A Ghoul Writer · Max Grahn                                      | 4:48    |  |
| 9.             | "Watcher In The Sky" (Live at the Forum / 2023)          | A Ghoul Writer                                                  | 6:23    |  |
| 10.            | "If You Have Ghosts" (Live at the Forum / 2023)          | Roger Kynard Erickson                                           | 5:21    |  |
| 11.            | "Twenties" (Live at the Forum / 2023)                    | A Ghoul Writer · Al Fakir · Pontare                             | 5:34    |  |
| 12.            | "Miasma" (Live at the Forum / 2023)                      | A Ghoul Writer                                                  | 6:18    |  |
| 13.            | "Mary On A Cross" (Live at the Forum / 2023)             | A Ghoul Writer · Al Fakir · Pontare                             | 4:58    |  |
| 14.            | "Respite On The Spitalfields" (Live at the Forum / 2023) | A Ghoul Writer · Åhlund · Berg                                  | 7:11    |  |
| 15.            | "Kiss The Go-Goat" (Live at the Forum / 2023)            | A Ghoul Writer · Al Fakir · Pontare                             | 3:20    |  |
| 16.            | "Dance Macabre" (Live at the Forum / 2023)               | A Ghoul Writer · Al Fakir · Pontare                             | 5:28    |  |
| 17.            | "Square Hammer" (Live at the Forum / 2023)               | A Ghoul Writer                                                  | 5:09    |  |
| 18.            | "The Future Is A Foreign Land"                           | A Ghoul Writer · Al Fakir · Pontare                             | 3:45    |  |
| Duração total: | Duração total:                                           | Duração total:                                                  | 90:10   |  |

Notas
- Tobias Forge é creditado como "A Ghoul Writer" e Martin Persner é creditado como "Indio Marcato".[54]

### Posições nas paradas
| Parada (2024)                                         | Posição alcançada |
| ----------------------------------------------------- | ----------------- |
| Álbuns da Austrália (ARIA)                            | 12                |
| Áustria (Ö3 Austria Top 40)                           | 7                 |
| Bélgica (Ultratop Flandres)                           | 17                |
| Bélgica (Ultratop Valônia)                            | 13                |
| Canadá (Billboard)                                    | 92                |
| Álbuns Internacionais da Croácia (HDU)                | 19                |
| Países Baixos (Dutch Charts)                          | 8                 |
| Finlândia (Suomen virallinen lista)                   | 19                |
| França (SNEP)                                         | 18                |
| Alemanha (Offizielle Deutsche Charts)                 | 6                 |
| Álbuns físicos da Hungria (MAHASZ)                    | 17                |
| Álbuns físicos da Itália (FIMI)                       | 10                |
| Polónia (ZPAV)                                        | 20                |
| Escócia (Official Scottish Albums)                    | 1                 |
| Espanha (PROMUSICAE)                                  | 23                |
| Álbuns da Suécia (Sverigetopplistan)                  | 1                 |
| Suíça (Schweizer Hitparade)                           | 9                 |
| Reino Unido (Official Albums Chart)                   | 10                |
| Reino Unido (UK Compilation Albums Chart)             | 1                 |
| Reino Unido (UK Rock & Metal Albums)                  | 1                 |
| Estados Unidos (Billboard 200)                        | 21                |
| Top Álbuns de Rock e Alternativos dos EUA (Billboard) | 6                 |